# تلمبة جهاد سة (دشتاب)
تلمبة جهاد سة (بالإنجليزية: Tolombeh-ye Jehad-e Seh)‏ هي مستوطنة تقع في إيران في قسم دشتاب الريفي. يقدر عدد سكانها بـ 25 نسمة .